# Olajzöld vízipiton
Az olajzöld vízipiton (Liasis olivaceus) a pitonfélék családjába tartozó, Ausztráliában honos kígyófaj.

## Megjelenése
A kifejlett olajzöld vízipiton hossza meghaladhatja a 4 métert, ezzel Ausztrália harmadik legnagyobb kígyófaja (az ametisztpiton és az Oepelli-piton mögött). Súlya 10-20 kg között változhat, bár a fogságban tartott nagy nőstények tömege a 20 kg-t is meghaladhatja. Színe lehet olívzöldes, zöldesbarna, vörösbarna, csokoládébarna vagy akár fehéres is. Hasi oldala krémszínű. Pikkelyei kicsik (a hátán 61-72 pikkelysort számlálhatunk, míg a hasi pikkelyek száma 355-377 között változik) ezért bőre a többi pitonhoz képest simábbnak tűnik.  

### Alfajai
- L. o. barroni - Nyugat-Ausztrália Pilbara régiójában
- L. o. olivaceus - Nyugat-Ausztrália Kimberley régiójától a queenslandi Mount Isáig

## Előfordulása
Ausztrália Nyugat-Ausztrália, Északi terület és Queensland államaiban honos. 

## Élőhelye és életmódja
Többféle élőhelyen is megtalálható, többek között monszunerdőkben, szavannákon, bozótosokban, tengerparti síkságokon. Leginkább a vízhez közeli sziklás-dombos vidékeket kedveli. 
Általában éjjel aktív, de tavasszal és ősszel napközben is mozoghat. Nappalra sziklarepedésekbe, fatörzsek alá, odúkba húzódik. Ragadozó. Elsősorban kisebb emlősökre (pl. kis kenguruk, repülőkutyák) vadászik, de időnként madarakat vagy kisebb gyíkokat, krokodilokat, kígyókat is elfogyaszt. Többnyire lesből támad, az állatok által járt ösvény mentén vagy a víz alatt rejtőzik el és meglepetésszerűen támad a gyanútlan áldozatra. 
Párzási időszaka májustól június közepéig tart. A nőstény 12-40 (átlagosan 19) tojását 81-85 nappal később, tavasz végén (szeptember-októberben) rakja le. A 35 centis utódok kb. 50 nappal később kelnek ki. 
Az olajzöld vízipitont díszállatként is tartják, de nagy mérete, helyigénye és a hőmérsékletre való kényessége miatt csak tapasztalt terraristának ajánlott.  

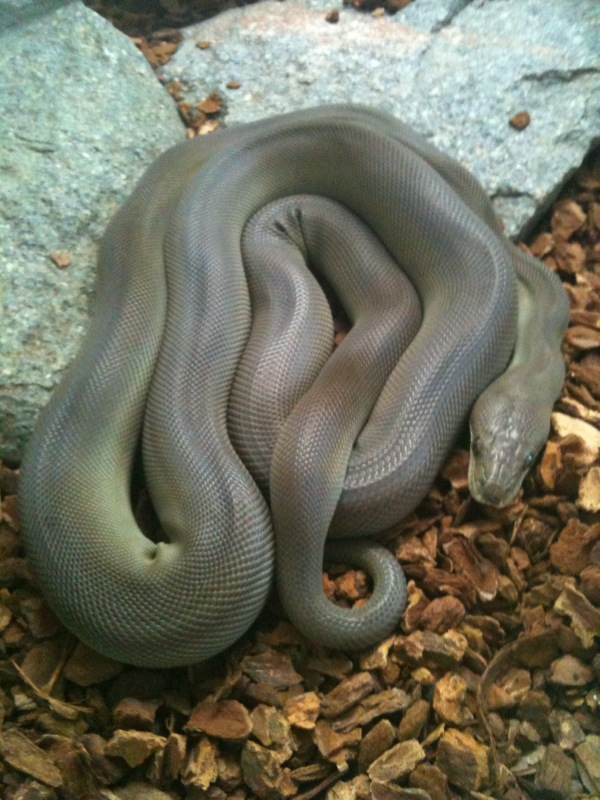
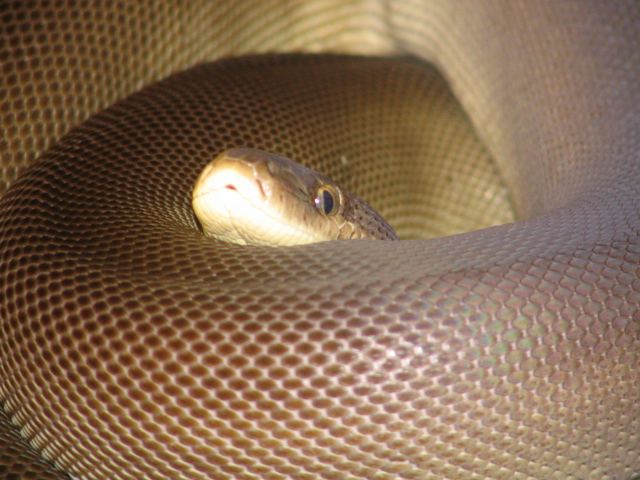
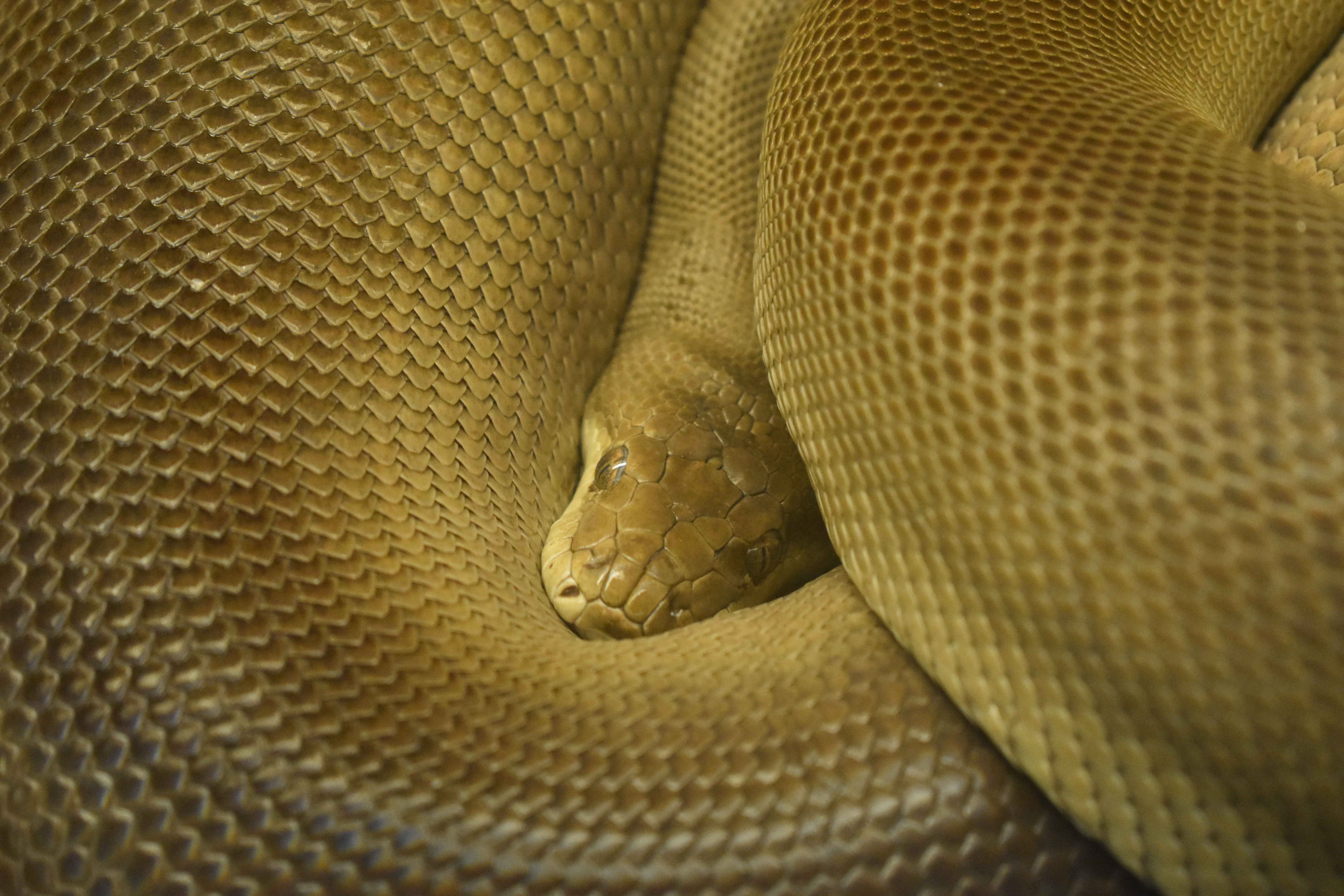
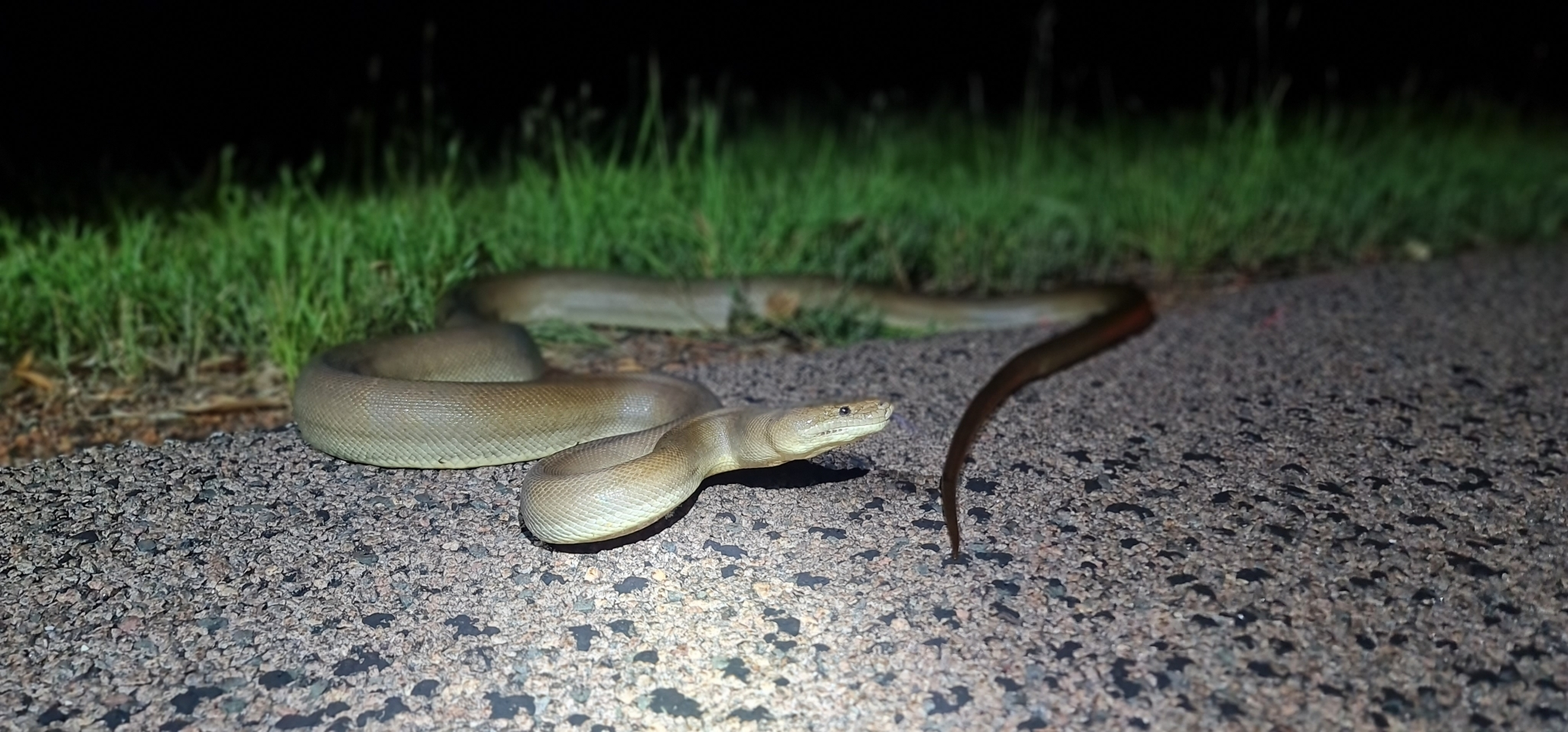
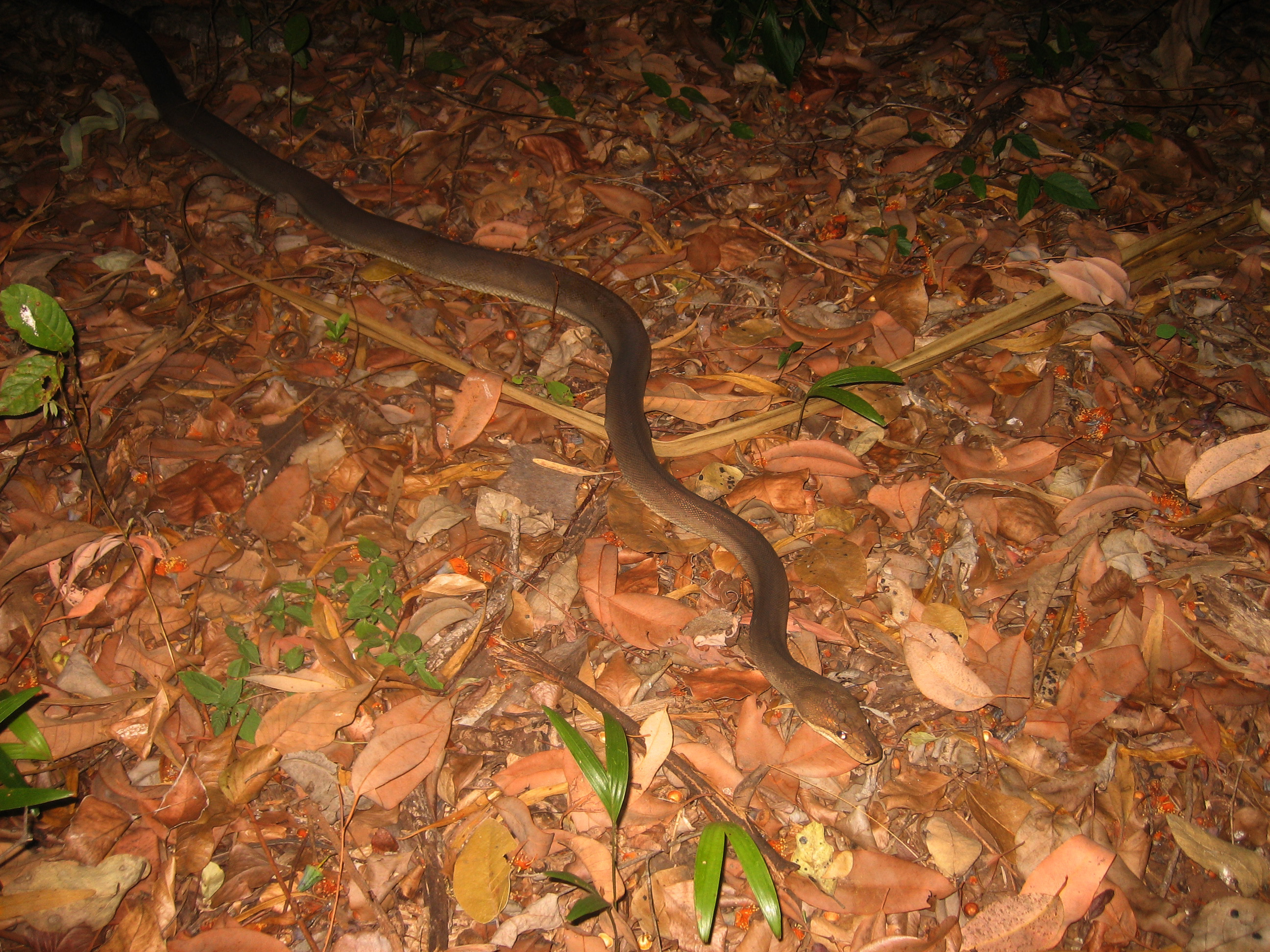